# Josef Aigner (Politiker, 1846)
Josef Aigner (* 1. März 1846 in Frontenhausen; † 9. Januar 1907 in Mainburg) war ein deutscher Kaufmann und Mitglied des Deutschen Reichstags.

## Leben
Aigner besuchte die Volksschule und erhielt Privatunterricht. Er absolvierte eine Lehrzeit von 1860 bis 1863 und war bis 1868 angestellt. Dann wurde er zum Militär einberufen und machte den Krieg gegen Frankreich 1870/71 mit. Ab 1874 war er in Mainburg selbstständig als Kaufmann und von 1876 bis 1884 Gemeindebevollmächtigter. Zwischen 1885 und 1889 war er Magistratsrat und ab 1890 Distriktsrat und Kassenkontrolleur der Distrikts-Hilfskasse Mainburg. Ab 1900 war er erster Vorsitzender vom Hopfenbau-Zweigverein für Niederbayern des deutschen Hopfenbauvereins.
Ab 1893 war er Mitglied der Bayerischen Kammer der Abgeordneten und ab 1898 des Deutschen Reichstags für den Wahlkreis Niederbayern 6 (Kelheim, Rottenburg, Mallersdorf) und die Deutsche Zentrumspartei. Er machte sich insbesondere um die Holledauer Lokalbahn verdient.
In Mainburg ist ein Weg vor dem Schülerheim für Raumausstatter und Sattler nach ihm benannt.